# Габалинский городской стадион
Габалинский городской стадион — главный стадион города Габала. Домашняя арена футбольного клуба азербайджанской премьер-лиги «Габала». Открыт в 1985 году.

## История
Габалинский городской стадион был построен в 1985 году на базе местной табачной фабрики. Общая площадь комплекса 6 гектар. Кроме основного стадиона на территории комплекса находятся ещё несколько резервных площадок. В 2005 году началась основательные ремонтно-реконструкторные работы. Было установлено 2000 пластиковых кресел, обновлен газон. В 2006 году построили современные раздевалки, тренажерный зал, налажено водоснабжение при помощи артезианских колодцев. В 2007 году было начато строительство запасного стадиона, новых трибун, установка электронного табло. Параллельно с этим было начато строительство резервных площадок с искусственным покрытием.